# Apteronotus eschmeyeri
Espèce
Apteronotus eschmeyeri est une espèce de poissons gymnotiformes de la famille des Apteronotidae.

## Distribution
Cette espèce est endémique de Colombie, elle ne se rencontre que dans le bassin du río Magdalena.

## Description
C'est un poisson électrique.

## Référence
- de Santana, Maldonado-Ocampo, Severi & Mendes, 2004 : Apteronotus eschmeyeri, a new species of ghost knifefish from the Magdalena Basin, Colombia (Gymnotiformes: Apteronotidae). Zootaxa, n. 410, p. 1-11.